# Гринвуд, Колин
Колин Чарльз Гринвуд (англ. Colin Charles Greenwood; род. 26 июня 1969, Оксфорд, Англия) — бас-гитарист британской рок-группы Radiohead, старший брат ведущего гитариста группы Джонни Гринвуда.

## Биография
На музыкальные вкусы Гринвуда повлияла его старшая сестра Сьюзен, которая приобщила Колина к The Fall, Magazine и Joy Division. В возрасте 12 лет Гринвуд познакомился с Томом Йорком, который учился в одной школе с Гринвудом в Абингдоне (Оксфордшир). Ту же школу посещали Эд О’Брайен и Фил Селуэй. В 15 лет Гринвуд купил свою первую гитару и начал брать уроки игры на гитаре. Последним к группе присоединился Джонни Гринвуд, младший брат Колина. В Radiohead (тогда группа ещё называлась On A Friday) Гринвуд стал бас-гитаристом.
Гринвуд изучал английскую и американскую литературу в Кембридже (колледж Питерхаус), одновременно организовывая развлекательные мероприятия в колледже. Благодаря Гринвуду On A Friday смогли несколько раз выступить в Кембридже. Позже Гринвуд работал в музыкальном магазине. Однажды в магазин зашёл агент EMI Кейт Уозенкрофт, и Гринвуд передал ему демо-кассету группы. Вскоре EMI подписали с Radiohead контракт.
Гринвуд обычно использует бас-гитары Fender Precision Bass. Кроме баса он играет на клавишных, синтезаторе и некоторых ударных инструментах. По словам Гринвуда, на его стиль игры большое влияние оказали Билл Уизерс и Кёртис Мэйфилд:

«Dollars and Cents» — это Кёртис Мэйфилд… Кёртис — это Бог бас-гитары, да.Оригинальный текст (англ.)'Dollars and Cents' is Curtis Mayfield... Curtis's bass player, yeah, who is God, fine man.

## Другие проекты
В 1997 Колин Гринвуд принял участие в специальной акции Кембриджского 
университета, целью которой было изменить представление о Кембридже как 
об университете, недоступном для обычных школьников. Гринвуд позировал 
на фотографии со студентами университета.
В 2003 г. Гринвуд участвовал в записи дебютного сольного альбома Джонни Гринвуда Bodysong.
Гринвуд сотрудничает с Ником Кейвом и участвовал в записи его последнего на данный момент альбома Wild God. Также Колин Гринвуд участвовал в туре в поддержку альбома, которые прошли в странах Европы. 
Колин увлекается фотографией, его снимки часто размещаются на официальном сайте группы. В марте 2024 года Гринвуд анонсировал свою фотокнигу "How To Disappear – A Portrait of Radiohead", выход которой запланирован на 15 октября 2024 года. 

## Личная жизнь
В декабре 1998 года Гринвуд женился на американской писательнице Молли МакГренн.  У них три сына, Джесси, Аса и Генри, Старшему сыну 11 лет. Семья живёт в Оксфорде.